# Kwala Langkat
Kwala Langkat is een bestuurslaag in het regentschap Langkat van de provincie Noord-Sumatra, Indonesië. Kwala Langkat telt 1444 inwoners (volkstelling 2010).